# Pansarvärnshund

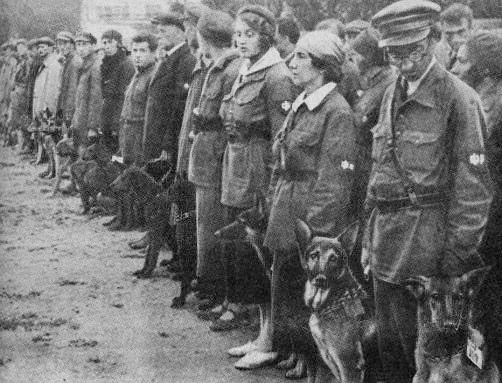
Hundträningsskola i Moskva 1931.

Pansarvärnshundar är hundar med sprängämnen fästa på sina ryggar som är tränade att springa under fiendens stridsvagnar varvid sprängladdningen exploderade genom en kontaktdetonator eller med fjärrstyrning.
De tränades av Sovjetunionen under andra världskriget för att användas mot tyska stridsvagnar. Eftersom hundarna var tränade på ryska stridsvagnar och var bekanta med deras utseende och lukt så hände det att de sprang mot de egnas pansartrupper istället för fiendens.
Den tyska armen lärde sig snart om faran med hundminan och order gavs att skjuta alla ryska hundar under förspeglingen att de hade rabies. Hundar blev sällsynta på östfronten på grund av detta vilket gjorde användningen av hundar som överraskningsvapen ännu mer ineffektiv.
Efter kriget utvecklades effektivare och bättre metoder och hundar kommer troligen inte användas för detta ändamål mer.
Under Irakkriget år 2005 användes dock en hundmina mot en militärkonvoj.